# ♑
♑ (Unicode U+2651) est le symbole pour la constellation du zodiaque du Capricorne.
Dans la mythologie grecque, on l'identifiait parfois à Amalthée, la chèvre qui nourrit Zeus lors de son enfance.

## Histoire et mythologie
Le Capricorne est ordinairement dessiné comme une chèvre à queue de poisson. Certains grecs l'identifiaient à Amalthée, la chèvre qui nourrit Zeus lors de son enfance. D'autres pensent qu'elle représente Pan (ou Dionysos) lorsqu'il fuyait le monstre Typhon. Il s'était transformé en chèvre et en voulant plonger dans l'eau, il rata sa transformation et seul l'arrière-train devint poisson. Selon d'autres versions il s'agirait de la divinité sumérienne Enki sous la forme du Sukhurmashu.
En alchimie, ce symbole désigne le processus de décomposition par fermentation ou putréfaction.